# Плати сколько хочешь
«Плати сколько хочешь» (англ. Pay what you want, PWYW) — это стратегия ценообразования, согласно которой покупатели платят желаемую ими сумму денег за определенный товар, иногда даже нулевую. В некоторых случаях минимальная цена может быть установлена, и/или предполагаемая цена может быть указана в качестве рекомендации для покупателя. Покупатель может также выбрать цену, выше чем стандартная цена для такого товара. Многие обычные способы применения концепции «Плати сколько хочешь» предполагают установление цены до момента покупки, но некоторые откладывают установление цены до тех пор, пока не пройдет опыт потребления (по типу чаевых). «Плати сколько хочешь» является формой дифференцированной стратегии ценообразования, сконцентрированной на покупателе, также упоминаемой относительно совместного ценообразования (в смысле совместного создания ценности).

## Мотивация
Предоставление покупателям свободы платить столько, сколько они хотят, может быть очень успешным в некоторых ситуациях, поскольку это устраняет много недостатков обычного ценообразования. Покупателей привлекает разрешение заплатить столько, сколько они хотят, по причинам устранения страха того, стоит ли продукт данной установленной цены, и связанного с этим риска разочарования товаром. Для продавцов это устраняет сложную, а иногда и дорогостоящую задачу установления «правильной» цены (которая может варьироваться для различных сегментов рынка). И для продавца, и для покупателя эта концепция превращает состязательность, возникающую из противоречия, в центре которого стоит установление нулевой или определенной цены, в дружелюбный взаимовыгодный обмен, сосредоточенный на справедливом возмещении и доверии, а также учитывает тот факт, что восприятие стоимости и чувствительность к цене может широко различаться среди покупателей. В то время как большинство вариантов использования «Плати сколько хочешь» протекало в узких сферах экономики или для специальных акций, в настоящее время предпринимаются попытки показать полезность данной стратегии с целью более широкого и более частого её применения.
Дальнейшие причины для продавцов, применяющих ценообразование «Плати сколько хочешь», заключаются в различном подходе к цене и проникновении на рынок. Различие в подходах к цене возникает в результате наличия покупателей с более высокими оценками стоимости товара, предпочитающих платить более высокую цену. Таким образом, различный подход к оценке товара может привести к более высоким доходам продавцов в случае, если расходы достаточно низкие.
В рамках данной стратегии также выделяют следующие концепции: «плати, сколько желаешь», «плати, сколько нравится», «плати, как хочешь», «плати, сколько чувствуешь», «плати, как тебе нравится», «плати, сколько пожелаешь», «плати, как пожелаешь». Концепция «Плати, сколько сможешь» иногда используется как синоним, но зачастую больше ориентирована на благотворительность и социальное применение, основанные больше на возможности заплатить, в то время как «Плати, сколько хочешь» во многих случаях больше ориентирована на воспринимаемую ценность товара в сочетании готовности и возможности заплатить.

## История и коммерческое использование
«Плати сколько хочешь» уже давно существует в некоторых сегментах экономики, например, чаевые и уличные представления, а также благотворительность, и набирает интерес в широких кругах.

## Примечание
1. ↑  Strom, Stephanie; Gay, Malcolm (20 мая 2010). Pay-What-You-Want Has Patrons Perplexed. New York Times. Архивировано 24 мая 2010. Дата обращения: 21 мая 2010.
2. 1 2  Smart Pricing, Chapter 1. «Pay As You Wish» Pricing, Raju and Zhang, Wharton School Publishing, 2010. ISBN 0-13-149418-X.
3. ↑  Pay What You Want as a Marketing Strategy in Monopolistic and Competitive Markets. Дата обращения: 28 января 2016. Архивировано 13 мая 2015 года.